# Une nuit à Venise (film)
Pour plus de détails, voir Fiche technique et Distribution.
Une nuit à Venise (Eine Nacht in Venedig) est un film germano-hongrois réalisé par Robert Wiene, sorti en 1934.

## Fiche technique
- Titre original : Eine Nacht in Venedig
- Titre français : Une nuit à Venise
- Réalisation : Robert Wiene
- Scénario : Robert Wiene d'après l'opérette Eine Nacht in Venedigde Johann Strauss II
- Photographie : Werner Bohne (en)
- Pays d'origine : Allemagne - Hongrie
- Format : Noir et blanc
- Durée : 82 minutes
- Date de sortie : 1934

## Distribution
- Tino Pattiera
- Tina Eilers
- Ludwig Stossel
- Oskar Sima